# Crematogaster peristerica
Crematogaster peristerica är en myrart som beskrevs av Menozzi 1925. Crematogaster peristerica ingår i släktet Crematogaster och familjen myror. Inga underarter finns listade i Catalogue of Life.